# شیرینی چنگوری
شیرینی چنگوری 
با قدمتی بیش از ۱۰۰ سال مختص اردبیل است. مهارت پخت آن در فهرست میراث ناملموس کشور برای اردبیل به ثبت رسیده است. این شیرینی بیشتر در مراسم‌هایی چون چهارشنبه‌سوری، روزهای عید و سیزده به‌در تهیه می شود.پارتداما، پیشی، چخماقی، باقلوای زعفرانی، سه‌گوش، قطابی، شیرینی کشمشی، راحت‌الحلقوم، مارمالاد، حلوای زعفرانی، باقلوای بادام، قرابیه گردو و بیچرنیک از جمله شیرینی‌هایی است که هم اکنون نیز در اردبیل تهیه و عرضه می شود. این شیرینی ها مختص اردبیل بوه و ممکن است در دیگر نقاط کشور به روش های دیگر تهیه و عرضه شود. . برخی از این شیرینی ها از استانهای دیگر وارد اردبیل شده که نمونه آن شیرینی قربیه است اما اردبیلی ها شیرینی پارتاما، قطاب و باقلوای اردبیلی را جزو شیرینی های مختص این استان می دانند.

## روش پخت
در یک کاسه دو عدد تخم مرغ محلی را شکسته و با همزن دستی یا قاشق خوب هم زده می شود. سپس آرد را کم‌کم به تخم مرغ‌ها اضافه  و خوب مخلوط می شود و زعفران کوبیده‌شده و بعد زردچوبه را به مواد اضافه کرده و بهم زده می شود تا مواد خوب رنگ بگیرد. آرد برنج را نیز به حدی اضافه شده که مواد غلیظ شود و در مرحله آخر شیر را کم‌کم اضافه کرده و خوب مخلوط شده تا بریده بریده نشود. غلظت مواد باید به حدی باشد که وقتی با ملاقه داخل تابه ریخته می شود حالت کشسانی داشته باشد. بعد از آماده کردن مواد شیرینی، یک تابه مسی را روی حرارت کم قرار داده و مقداری کره داخل آن ریخته می شود تا آب شود و با ملاقه مواد را به آرامی در وسط تابه ریخته و منتظر مانده تا خودش را بگیرد و یک طرف آن سرخ شود. بعد از آن‌ که روی شیرینی به شکل حباب‌های ریز شد، آن را برگردانده تا طرف دیگر آن هم سرخ شود. به این ترتیب، یکی یکی شیرینی‌ها را پخته و روی آن‌ها شکر پاشیده می شود..